# バーバラ・バブコック
バーバラ・バブコック（Barbara Babcock, 1937年2月27日 - ）は、アメリカ合衆国出身の女優である。1981年、『ヒルストリート・ブルース』のグレース・ガードナー役でエミー賞ドラマシリーズ部門主演女優賞を受賞し、1995年、『ドクタークイン 大西部の女医物語』のドロシー・ジェニングス役でエミー賞にノミネートされたことで知られる。

## 生い立ち
カンザス州フォート・ライリーで生まれるが、父親がアメリカ陸軍の将官だったため、幼少期の大部分を東京で過ごした。英語を覚える前に日本語を話せるようになっていた。
スイスのローザンヌ大学とイタリアのミラノ大学で学んだ 。ミス・ポーターズ・スクールに進学し、アリ・マッグローと同級生であったウェルズリー大学を卒業した。

## 経歴
1956年からテレビに出演するようになった。『スタートレック』シリーズの最初のテレビドラマ『宇宙大作戦』の複数のエピソードに出演し、その多くはクレジット無しの声のみの出演であった。
1968年、メトロ・ゴールドウィン・メイヤーの西部劇『ガンマンの対決』で初の大作映画に出演し、映画『夕陽の対決』でグレン・フォードと共演し、他に『バング・ザ・ドラム』、『大襲来!吸血こうもり』、『ブラック・マーブル』、『Back Roads』、『影の私刑』、『BAD/傷だらけの疾走』に出演した。1978年から1982年、CBSのソープオペラ『ダラス』でリズ・クレイグ役を演じた。他の出演映画は『思い出のハートブレイク・ホテル』、『ハッピー・トゥギャザー』、『遥かなる大地へ』、『スペース カウボーイ』などである。1969年、『Hogan's Heroes』の1エピソードに出演した。
1981年から1986年、NBCの警察ドラマ『ヒルストリート・ブルース』にグレース・ガードナー役で16エピソードに出演し、1981年、エミー賞ドラマシリーズ部門主演女優賞を受賞した。1984年、『The Four Seasons』、1986年、『Mr. Sunshine』、1987年、『The Law & Harry McGraw』などの短期間で終了したテレビドラマに主演していた。
1993年から1998年、『ドクタークイン 大西部の女医物語』でドロシー・ジェニングス役を演じ、1993年、エミー賞ドラマシリーズ部門助演女優賞にノミネートされた。1994年、『ピープル』誌による「世界で最も美しい50人」に選出された。『ドクタークイン』終了後、『ザ・プリテンダー/仮面の逃亡者』、『シカゴ・ホープ』、『そりゃないぜ!? フレイジャー』、『Judging Amy』に出演した。2001年から2002年、FOXの連続テレビドラマ『Pasadena』において、ダナ・デラニー演じるキャサリン・マカリスターの母親役を演じた。

## 私生活
2004年、パーキンソン病と診断された。
カリフォルニア州カーメルに居住している。
バブコックと女優スーザン・ビュールマンは自らが開発したシャンプーの特許を取得した

## 主な出演作品

### 映画
| 公開年 | 邦題 原題                                          | 役名                     | 備考       |
| ------ | -------------------------------------------------- | ------------------------ | ---------- |
| 1968   | ガンマンの対決 Day of the Evil Gun                 | アンジー・ワーフィールド |            |
| 1969   | 夕陽の対決 Heaven with a Gun                       | アンドリュース夫人       |            |
| 1973   | バング・ザ・ドラム Bang the Drum Slowly            | チームオーナー           |            |
| 1974   | 大襲来!吸血こうもり Chosen Survivors               | レノア・クリスマン       |            |
| 1979   | 青春のモザイク Survival of Dana                    | ローナ                   | テレビ映画 |
| 1979   | 死霊伝説 Salem's Lot                               | ジューン・ペトリ         | テレビ映画 |
| 1980   | ブラック・マーブル The Black Marble                | マデリン                 |            |
| 1983   | 影の私刑 The Lords of Discipline                   | アビゲイル・サンクロワ   |            |
| 1983   | クォーターバック・プリンセス Quarterback Princess  | ジュディ                 | テレビ映画 |
| 1985   | BAD/傷だらけの疾走 That Was Then... This Is Now    | ミセス・ダグラス         |            |
| 1989   | ハッピー・トゥギャザー Happy Together              | ルース・カーペンター     |            |
| 1989   | 思い出のハートブレイク・ホテル Heart of Dixie      | コラリー                 |            |
| 1992   | 遥かなる大地へ Far and Away                        | ノーラ・クリスティ       |            |
| 1993   | 怪しき逃亡者 Fugitive Nights: Danger in the Desert | ローダ・デヴォン         | テレビ映画 |
| 2000   | スペース カウボーイ Space Cowboys                  | バーバラ・コーヴィン     |            |
| 2002   | ホーム・アローン4 Home Alone 4                     | モリー                   | テレビ映画 |

### テレビシリーズ
| 放映年    | 邦題 原題                                                 | 役名                       | 備考                  |
| --------- | --------------------------------------------------------- | -------------------------- | --------------------- |
| 1967-1969 | スタートレック Star Trek                                  |                            | 複数の役で6エピソード |
| 1968      | スパイ大作戦 Mission: Impossible                          | マリア・フェルダー         | 1エピソード           |
| 1979-1982 | ダラス Dallas                                             | リズ・クレイグ             | 16エピソード          |
| 1981-1987 | ヒルストリート・ブルース Hill Street Blues                | グレイス・ガードナー       | 16エピソード          |
| 1984      | The Four Seasons                                          | ロレイン・エリオット       | 13エピソード          |
| 1985-1993 | ジェシカおばさんの事件簿 Murder, She Wrote                |                            | 異なる役で5エピソード |
| 1986      | Mr. Sunshine                                              | ジューン・スウィンフォード | 11エピソード          |
| 1987      | 探偵レミントン・スティール Remington Steele               | マリサ・ピータース         | 3エピソード           |
| 1987-1988 | The Law and Harry McGraw                                  | エリー                     | 16エピソード          |
| 1993-1998 | ドクタークイン 大西部の女医物語 Dr. Quinn, Medicine Woman | ドロシー・ジェニングス     | 100エピソード         |
| 1998      | シカゴ・ホープ Chicago Hope                               | ベヴァリー                 | 1エピソード           |
| 2000      | ザ・プリテンダー/仮面の逃亡者 The Pretender               | エドナ・レインズ           | 2エピソード           |
| 2001      | そりゃないぜ!? フレイジャー Frasier                       | ペネロープ                 | 1エピソード           |
| 2001-2002 | Pasadena                                                  | リリアン・グリーリー       | 8エピソード           |